# Bill Wyman
Bill Wyman, született William George Perks (Lewisham, London, 1936. október 24. –) angol zenész, a The Rolling Stones basszusgitárosaként lett ismert 1962 és 1992 között. 1997-től kezdődően saját, Bill Wyman’s Rhythm Kings nevű zenekarával koncertezik és készít lemezeket. Tevékenykedett film- és zenei producerként, szerzett zenét mozifilmekhez és televíziós produkciókhoz. Első zenekara a The Cliftons volt, ahol még Lee Wyman művésznéven szerepelt. 1974-ben jelentette meg első szólóalbumát, még a Stones tagjaként, amit további lemezek követtek.
Wyman gyermekkora óta, a második világháborút követően folyamatosan naplót vezetett, ami nagyban segítette őt későbbi írói pályáján. Számos könyvet írt a Rolling Stonesról, de két szenvedélyének, a fotóművészetnek és a régészetnek is szentelt egy-egy könyvet. Feltalálóként saját fémdetektort fejlesztett ki régészeti kutatásaihoz az angliai terepviszonyokat figyelembe véve. Üzletemberként 1989 óta működteti a Sticky Fingers Café nevű rock and roll bisztrót London Kensington negyedében, amely két további egységgel is rendelkezik Manchesterben és Cambridge-ben.

## Diszkográfia

### Szólóban
Albumok
- Monkey Grip (1974)
- Stone Alone (1976)
- Bill Wyman (1982)
- Willie & The Poor Boys (1985)
- Stuff (1992, 2000)
- A Stone Alone: The Solo Anthology 1974-2002 (2002)

Kislemezek
- "In Another Land" (1967)
- "(Si, Si) Je Suis Un Rock Star" (1981)
- " A New Fashion" (1982)
- "Baby Please Don't Go" (1985)

### The Rolling Stones
Stúdióalbumok
- The Rolling Stones (1964)
- The Rolling Stones No. 2 (1965)
- Out of Our Heads (1965)
- Aftermath (1966)
- Between the Buttons (1967)

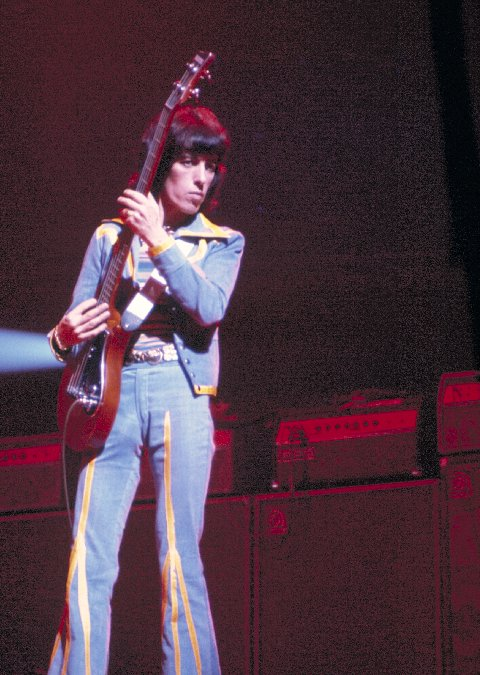
Bill Wyman a Rolling Stones 1975-ös turnéján

- Their Satanic Majesties Request (1967)
- Beggars Banquet (1968)
- Let It Bleed (1969)
- Sticky Fingers (1971)
- Exile on Main St. (1972)
- Goats Head Soup (1973)
- It’s Only Rock ’n’ Roll (1974)
- Black and Blue (1976)
- Some Girls (1978)
- Emotional Rescue (1980)
- Tattoo You (1981)
- Undercover (1983)
- Dirty Work (1986)
- Steel Wheels (1989)
- Hackney Diamonds (2023)

### Bill Wyman's Rhythm Kings
- Struttin' Our Stuff (1997)
- Anyway The Wind Blows (1999)
- Groovin' (2000)
- Double Bill (2001)
- Just For A Thrill (2004)

### Közreműködőként
- The London Howlin' Wolf Sessions (1971)
- Jamming with Edward! (1972)

## Bibliográfia
Bill Wyman szerzőként és társszerzőként megjelent művei. Az utolsó három Rolling Stonesról szóló és a Bill Wyman's Treasure Islands című könyvet Richard Haversszel közösen írta.
The Rolling Stones
- Stone Alone ISBN 0-306-80783-1
- Rolling with the Stones ISBN 0-7513-4646-2.
- Bill Wyman's Blues Odyssey ISBN 0-7513-3442-1
- The Stones – A History in Cartoons ISBN 0-7509-4248-7

Régészet
- Bill Wyman's Treasure Islands ISBN 0-7509-3967-2

Művészet
- Wyman Shoots Chagall ISBN 0-904351-62-9

## Fordítás
Ez a szócikk részben vagy egészben  a   Bill Wyman című angol Wikipédia-szócikk fordításán alapul.  Az eredeti cikk szerkesztőit annak laptörténete sorolja fel. Ez a jelzés csupán a megfogalmazás eredetét és a szerzői jogokat jelzi, nem szolgál a cikkben szereplő információk forrásmegjelöléseként.
1. ↑  https://www.expressen.se/kvp/noje/wyman-aldrig-angrat-att-jag-lamnade-stones/